# Cartas da Guerra
Cartas da Guerra és una pel·lícula portuguesa del gènere drama, dirigida per Ivo M. Ferreira. Amb un argument d'Ivo M. Ferreira i Edgar Medina, es basa en l'obra D'este viver aqui neste papel descripto: Cartas da guerra de l'autor António Lobo Antunes. És protagonitzat per Miguel Nunes i Margarida Vila-Nova. Fou exhibida al 66è Festival Internacional de Cinema de Berlín el 14 de febrer de 2016, on va competir per l'Os d'Or. Es va estrenar comercialment a Portugal l'1 de setembre de 2016, i al Brasil el 13 de juliol de 2017.
Va ser escollit per l'Acadèmia Portuguesa de les Arts i les Ciències Cinematogràfiques per representar Portugal a l'Oscar a la millor pel·lícula de parla no anglesa de la 89a cerimònia.

## Sinopsi
El jove metge militar António és enviat a Angola l'any 1971 durant la guerra colonial portuguesa. Escriu cartes a la seva estimada que s'ha quedat a Portugal amb el seu fill per néixer. No només escriu sobre la mancança, sinó també sobre la vida contemporània, la natura fascinant i la població local. Però cada cop més la crueltat de la guerra surt al primer pla.

## Repartiment
- Miguel Nunes com António
- Margarida Vila-Nova com Maria José
- Ricardo Pereira com major
- João Pedro Vaz com capità
- Simão Cayatte com Alferes Eleutério
- Isac Graça com caporal Graça
- Francisco Hestnes Ferreira com caporal Carica
- João Pedro Mamede com Alferes Professor
- Tiago Aldeia com Alferes Ferreira
- Orlando Sérgio com Catolo
- David Caracol com Soba Chiúme
- Miguel Raposo com infermer Gago Coutinho
- Gonçalo Carvalho com caporal projecionista
- Raúl do Rosário com operador Chiúme
- Cândido Ferreira com senhor Fontes
- Maria João Abreu com dona Fernanda
- Mitó Mendes com cantora

## Producció
La pel·lícula es va rodar a Angola, a la província de Cuando Cubango i a Malanje.

## Recepció
Va tenir tres nominacions en la IV edició dels Premis Platino: millor direcció artística, millor fotografia i millor direcció de so.